# ألكساندرا بورتيتش
ألكساندرا بورتيتش (مواليد 24 سبتمبر 1994) هي ممثلة روسية ولدت في بيلاروس، عُرفت لدورها في فيلم فايكنج.

## روابط خارجية
- ألكساندرا بورتيتش على موقع IMDb (الإنجليزية)
- ألكساندرا بورتيتش على موقع قاعدة بيانات الفيلم (الإنجليزية)
- ألكساندرا بورتيتش على موقع كينوبويسك (الروسية)